# Национальный парк Кафа Штама
Национальный парк Кафа Штама (алб. Parku Kombëtar i Qafë Shtamës) находится в горах Албании к северу от Тираны, примерно в 25 км к востоку от города Круя. Он получил название в честь перевала Штама (Штамба). Национальный парк имеет площадь 2000 га, с красивыми горными пейзажами, небольшими озёрами, родниками и сосновыми лесами. Национальный парк был основан в 1996 году. В последнее время он стал достаточно популярным местом для пеших прогулок.

## Описание
Парк назван в честь перевала Штама через хребет Скандербег, расположенного на высоте около 1250 м, через который проходит дорога из города Круя в Буррели.
К северу от дороги к перевалу большая часть парка представляет собой в основном неосвоенные горные земли с лесами, в которых произрастают преимущественно сосны и дубы. Чёрные сосны достигают 20 м в высоту и возраста 60 лет, они являются одним из основных источников древесины в Албании. Леса национального парка могут стать местом обитания для бурых медведей, волков, лисиц и различных видов птиц, которые находятся под угрозой из-за незаконной вырубки леса. Высочайшие вершины национального парка — это Ликени (1724 м) на севере и пик Рьепат (1686 м) на юге. В южной части к нему примыкает Национальный парк Дайти.
Наиболее значимым источником воды считается Kroi i Nenës Mbretëreshë (Источник королевы матери), известный своей чистой, прозрачной и полезной для здоровья водой. Легенда связывает этот источник с албанской королевской семьёй. Как утверждают, после исследования воды из этого источника в лаборатории в Вене в 1932 году, она получила награду как лучшая вода в стране. Слово королева-мать, вероятно, указывает на Садиже Топтани, мать Ахмета Зогу, или Геральдине Аппоньи, его жену, которая впервые посетила Албанию в 1937 году. Nena Mbretëreshë — это общее название матери короля. Король Зогу родился в округе Мат, расположенном у восточной стороны перевала. Он приказал также построить виллы для отдыха в этом районе.
Вода из этого источека поставляется на завод, расположенный недалеко от входа в парк. Произведённая там бутилированная минеральная вода продается в стране под брендом Qafshtama.